# Wild Youth
Wild Youth — ирландская музыкальная группа, играющая в жанре поп-рок с элементами инди.

## Текущий состав группы
- Конор О'Донохью (Conor O’Donohoe) — клавишные, музыка, слова песен, бэк-вокал, иногда ударные;
- Дэвид Джеймс Уилан (David James Whelan) — вокал, гитара;
- Эд Портер (Ed Porter) — соло гитара, вокал;
- Калум МакАдам (Callum McAdam) — ударные;
- Твиг Ги (Twig Gy) — сессионный бас гитарист.

## История
Группа была создана в середине 2016 года. В августе 2016 парни начали репетировать и записываться в студии. В 2017 году группа много выступала на различных фестивалях. В настоящее время Wild Youth проводит много времени в студии, записывая свой дебютный альбом, точная дата выхода альбома пока неизвестна, но поклонники уже с нетерпением ждут его.
На данный момент группа выпустила два сингла: дебютный сингл под названием 'All or nothing' (Всё или ничего) был выпущен 26 мая 2017 года, второй сингл, который был назван ‘Lose Control’ был выпущен в начале сентября 2017 года. Для обоих синглов были сняты официальные видео, которые можно найти на канале группы на YouTube.
Дебютный сингл «All or Nothing» был продюсирован Филипом МакГи (Phillip Magee) в The Mill Recording Studios. Для сингла было снят официальный клип, в котором снялся актёр Джей Даффи (Jay Duffy- известный публике не только тем, что он сын известного актёра и музыканта Кита Даффи (Keith Duffy), но и тем, что он сам является актёром, не так давно он снялся в фильме Handsome Devil) и Александра МакКей (Alexandra McKay), все материалы для клипа были отсняты Марком Вильямом Логаном Mark William Logan и продюсированы Collective Dublin.
Второй сингл группы «Lose Control» был также продюсирован Филипом МакГи в студии Station Studios. В отличие от дебютного сингла, в этот раз официальное видео для клипа было выпущено раньше, чем песня стала доступна на iTunes и Spotify. Видео, в котором снялись Райан Мак Шейн (Ryan McShane) и Талия Хэфернен (Thalia Heffernan) было выпущено в начале сентября 2017 года. Все материалы для видео были срежиссированы и отсняты Дара Муннис (Dara Munnis) и Аланом МакКарти (Alan McCarthy).
Оба видео представляют собой короткие истории со своим сюжетом и похожи на короткометражные фильмы. Сами музыканты так же присутствуют в обоих клипах, но не явно, а лишь эпизодически, словно случайные свидетели, наблюдающие историю со стороны. По утверждению Дэвида и Конора, они «как маленькие пасхальные яйца», которые нужно отыскать в кадре.
В 2017 году группа Wild Youth приняла участие в серии концертов и фестивалей, коллектив выступил на разогреве у известных музыкантов, таких, как Niall Horan, The Script, Zara Larson и некоторых других. Кроме того, Wild Youth сыграла несколько собственных концертов: в Дублине, Лондоне и Белфасте. Довольно часто группа выступает на благотворительных мероприятиях, а также даёт бесплатные концерты.
Несмотря на то, что группа является ещё совсем молодым музыкальным коллективом, у неё уже есть два фан-клуба: первый фан-клуб Wild Youth, базирующийся в США, был основан в июле 2017 года в Нью-Йорке (fan club of Wild Youth which is based in New York, USA), второй фан-клуб был создан в январе 2018 в родном городе группы и назван «Ирландская семья Wild Youth» (Wild Youth Irish Family.)

## Хронология
- 07-07-2016 — первое фото группы было размещено на Инстаграм Конора О’Донохью (недоступная ссылка). С этого момента можно начать официальный отсчёт истории группы.
- 08-08-2016 — группа начала работу в студии.
- 04-09-2016 — выступление на фестивале Electric Picnic. County Laois, Ireland.
- 06-05-2017 — группа приняла участие в концерте, организованном FM104 Dublin’s Hit Music Station в поддержку компании ISPCC, чтобы помочь собрать деньги для детей, находящихся в трудной жизненной ситуации.
- 18-05-2017 — группа дала интервью на U-TV Ireland в рамках промоушинга для своего дебютного сингла.
- 27-05-2017 — выпущен первый сингл «All or Nothing». Сингл был включен в плейлист ‘New Music Friday’ на Spotify.
- 29-05-2017 — «All or nothing» стала песней недели на RTÉ 2fm с Ионом МакДермотом (Eoghan McDermott).
- 30-05-2017 — группа выступила на разогреве ирландского коллектива Picture This в the Olympia Theatre, Дублин.
- 31-05-2017 — группа выступила на разогреве JP Cooper в концертном зале The Academy, Дублин.
- 01-06-2017 — группа вошла в список Select Irish на FM104 Dublin’s[6], Q102 Cork’s[7], 96FMLimerick’s[8], а также на Live 95FM и LMFM.
- 05-06-2017 — выпущено официальное видео на песню «All or nothing».
- 05-06-2017 — «All or Nothing» было впервые запущено в ротацию на радио за пределами Ирландии, а именно в Великобритании на Radio X.
- 16-06-2017 — «All or Nothing» достигло более 100,000 прослушиваний на Spotify.
- 17-06-2017 — All or Nothing" было впервые запущено в ротацию в США на радио WNYU Radio.
- 23-06-2017 — группа выступила в Studio8 на RTÉ 2fm, Dublin.
- 25-06-2017 — группа выступила на фестивале Sea Sessions (Donegal, Ireland)[9].
- 14-07-2017 — группа выступила на фестивале Longitude (Дублин, Ирландия).
- 06-08-2017 — группа выступила на Independence festival (Корк, Митчелтаун, Ирландия)[10].
- 29-08-2017 — группа выступила на разогреве у Найла Хорана (Niall Horan[11]) в Olympia Theatre, Дублин.
- 05-09-2017 — выпущено официальное видео на песню «Lose Control».
- 08-09-2017 — выпущен второй сингл «Lose Control».
- 12-09-2017 — группа выступила в Cyprus Avenue (Корк, Ирландия).
- 13-09-2017 — выступление в Browns, Дублин.
- 14-09-2017 — интервью на Today FM (Дублин) с Фергалом Дарси (Fergal D'Arcy) и Эдом Смитом (Ed Smith).
- 19-09-2017 — группа выступила на балу в Тринити-колледж, Дублин.
- 20-09-2017 — сингл «Lose Control» стал песней недели на радио RTÉ 2fm
- 22-09-2017 — Wild Youth дала свой первый концерт как хедлайнеры, в Grand Social, Дублин (у них на разогреве выступил дуэт Jim and Sam).
- 23-09-2017 — группа выступила в Roisin Dubh, Голуэй.
- 27-09-2017 — Wild Youth дала бесплатный концерт в Katy's Bar (Белфаст, Северная Ирландия)[12].
- 15-10-2017 — Wild Youth выступила на разогреве у Сары Ларсон (Zara Larsson) в Waterfront Hall, Северная Ирландия.
- 17-10-2017 — Wild Youth выступила на разогреве у Сары Ларсон (Zara Larsson) в The Olympia Дублин, Ирландия.
- 25-10-2017 — Wild Youth дала свой первый концерт в Лондоне в качестве хэдлайнеров[13].
- 08-12-2017 — Wild Youth выступила на разогреве у группы The Coronas в The Olympia Дублин, Ирландия.
- 16-12-2017 — группа совместно с известными спортсменами и другими музыкантами приняла участие в благотворительной акции «Solidarity Sleepout» чтобы собрать деньги на помощь бездомным.
- 20-12-2017 — группа приняла участие в благотворительном концерте в 3Arena и помогла собрать €500,000 для Childline ISPCC (благотворительная организация для детей).
- 28-12-2017 — совместный концерт с группой Hudson Taylor в Hayes Hotel Thurles
- 29-12-2017 — совместный концерт с группой The Coronas в The INEC Killarney
- 30-12-2017 — группа приняла участие в благотворительном концерте RTÉ 2fm Xmas Ball вместе с группами The Script, The Coronas, Gavin James и Hudson Taylor для благотворительной организации ISPCC Childline.
- 18-01-2018 — группа приняла участие в благотворительном концерте 3Arena который являлся частью движения Cycle against suicide. В этом мероприятии так же принимали участия психологи, которые давали советы детям, как справится со стрессами и депрессией.

##### Запланированные события
- 20-02-2018 — Wild Youth выступит в IMRO Venue Awards.
- 10-03-2018 — Wild Youth примет участие в качестве разогрева на концерте Найла Хорана (Niall Horan) в INEC, Killarney, Ирландия.
- 27-04-2018 — группа примет участие в студенческом фестивале The Ball Festival 2018.
- 22/24-06-2018 — группа выступит на фестивале Sea Sessions Surf & Music Festival (Donegal, Ireland)[14]
- 03/05-08-2018 — группа выступит на фестивале INDIEPENDENCE Music & Arts Festival (Deer Farm, Mitchelstown, Cork, Ireland)

### Официальные клипы
- All or nothing MV
- Lose Control MV

### Интервью
- Showbiz Interview with Wild Youth (July 2017)
- Interview with Wild Youth in Cork (September 2017)

### Выступления на радио
- Wild Youth — All Or Nothing (Live on Cork’s 96FM)
- Wild Youth — Lose Control (Live on Cork’s 96FM)
- Wild Youth — Young Dumb & Broke (Khalid Cover), Today FM)
- Wild Youth — Lose Control, Cork’s Red FM

### Другое
- IMRO First Cuts at Abner Brown’s — Wild Youth| Участники «Евровидения-2023»        | Участники «Евровидения-2023»                                                                                                                                                                                                                                                                                                              |
| ----------------------------------- | --- |
| Финал В порядке выступления         | - Тея и Салена - Мимикэт - Ремо Форрер - Бланка - Люк Блэк - La Zarra - Эндрю Ламбру - Бланка Палома - Лорин - Альбина и Семья Кельменди - Марко Менгони - Алика - Käärijä - Vesna - Voyager - Густаф - Brunette - Паша Парфений - Tvorchi - Алессандра - Lord of the Lost - Моника Линките - Ноа Кирель - Joker Out - Let 3 - Мэй Мюллер |
| 1-й Полуфинал В порядке выступления | - The Busker - Sudden Lights - Wild Youth - TuralTuranX - Миа Николаи и Дион Купер |
| 2-й Полуфинал В порядке выступления | - Рейли - Теодор Андрей - Дильяу - Виктор Верникос - Иру - Piqued Jacks || Проведение                                       | Проведение |
| ------------------------------------------------ | ---------- |
| - 1971 - 1981 - 1988 - 1993 - 1994 - 1995 - 1997 |            |

| Участие | Участие |
| --- | ------- |
| - 1965 - 1966 - 1967 - 1968 - 1969 - 1970 - 1971 - 1972 - 1973 - 1974 - 1975 - 1976 - 1977 - 1978 - 1979 - 1980 - 1981 - 1982 - 1983 - 1984 - 1985 - 1986 - 1987 - 1988 - 1989 - 1990 - 1991 - 1992 - 1993 - 1994 - 1995 - 1996 - 1997 - 1998 - 1999 - 2000 - 2001 - 2002 - 2003 - 2004 - 2005 - 2006 - 2007 - 2008 - 2009 - 2010 - 2011 - 2012 - 2013 - 2014 - 2015 - 2016 - 2017 - 2018 - 2019 - 2020 - 2021 - 2022 - 2023 - 2024 - 2025 |         |

| Исполнители | Исполнители |
| --- | --- |
| \| 1960-е \| - Бутч Мур - Дикки Рок - Шон Данфи - Пат Макгиган - Мюриэл Дей \| \| 1970-е \| - Дана - Анджела Фаррелл - Сэнди Джонс - Макси - Тина Рейнолдс - The Swarbriggs - Ред Хёрли - The Swarbriggs Plus Two - Колм Уилкинсон - Кахал Данн \| \| 1980-е \| - Джонни Логан - Sheeba - The Duskeys - 1983 - Линда Мартин - Мария Кристиан - Luv Bug - Джонни Логан - Jump the Gun - Кив Коннолли и The Missing Passengers \| \| 1990-е \| - Лиам Рилли - Ким Джексон - Линда Мартин - Нив Кавана - Пол Харрингтон и Чарли Макгеттиган - Эдди Фрил - Эймар Куинн - Марк Робертс - Дон Мартин - The Mullans \| \| 2000-е \| - Имонн Тол - Гэри О’Шонесси - 2002 - Мики Харт - Крис Доран - Донна и Джо - Брайан Кеннеди - Dervish - Dustin the Turkey - Шинейд Малви и Black Daisy \| \| 2010-е \| - Нив Кавана - Jedward - Jedward - Райан Долан - Can-linn и Кейси Смит - Молли Стерлинг - Никки Бирн - Брендан Мюррей - Райан О’Шонесси - Сара Мактернан \| \| 2020-е \| - Лесли Рой - Лесли Рой - Брук - Wild Youth - Bambie Thug - Эмми \| | |
| 1960-е | - Бутч Мур - Дикки Рок - Шон Данфи - Пат Макгиган - Мюриэл Дей                                                                                                  |
| 1970-е | - Дана - Анджела Фаррелл - Сэнди Джонс - Макси - Тина Рейнолдс - The Swarbriggs - Ред Хёрли - The Swarbriggs Plus Two - Колм Уилкинсон - Кахал Данн             |
| 1980-е | - Джонни Логан - Sheeba - The Duskeys - 1983 - Линда Мартин - Мария Кристиан - Luv Bug - Джонни Логан - Jump the Gun - Кив Коннолли и The Missing Passengers    |
| 1990-е | - Лиам Рилли - Ким Джексон - Линда Мартин - Нив Кавана - Пол Харрингтон и Чарли Макгеттиган - Эдди Фрил - Эймар Куинн - Марк Робертс - Дон Мартин - The Mullans |
| 2000-е | - Имонн Тол - Гэри О’Шонесси - 2002 - Мики Харт - Крис Доран - Донна и Джо - Брайан Кеннеди - Dervish - Dustin the Turkey - Шинейд Малви и Black Daisy          |
| 2010-е | - Нив Кавана - Jedward - Jedward - Райан Долан - Can-linn и Кейси Смит - Молли Стерлинг - Никки Бирн - Брендан Мюррей - Райан О’Шонесси - Сара Мактернан        |
| 2020-е | - Лесли Рой - Лесли Рой - Брук - Wild Youth - Bambie Thug - Эмми                                                                                                |

| 1960-е | - Бутч Мур - Дикки Рок - Шон Данфи - Пат Макгиган - Мюриэл Дей                                                                                                  |
| 1970-е | - Дана - Анджела Фаррелл - Сэнди Джонс - Макси - Тина Рейнолдс - The Swarbriggs - Ред Хёрли - The Swarbriggs Plus Two - Колм Уилкинсон - Кахал Данн             |
| 1980-е | - Джонни Логан - Sheeba - The Duskeys - 1983 - Линда Мартин - Мария Кристиан - Luv Bug - Джонни Логан - Jump the Gun - Кив Коннолли и The Missing Passengers    |
| 1990-е | - Лиам Рилли - Ким Джексон - Линда Мартин - Нив Кавана - Пол Харрингтон и Чарли Макгеттиган - Эдди Фрил - Эймар Куинн - Марк Робертс - Дон Мартин - The Mullans |
| 2000-е | - Имонн Тол - Гэри О’Шонесси - 2002 - Мики Харт - Крис Доран - Донна и Джо - Брайан Кеннеди - Dervish - Dustin the Turkey - Шинейд Малви и Black Daisy          |
| 2010-е | - Нив Кавана - Jedward - Jedward - Райан Долан - Can-linn и Кейси Смит - Молли Стерлинг - Никки Бирн - Брендан Мюррей - Райан О’Шонесси - Сара Мактернан        |
| 2020-е | - Лесли Рой - Лесли Рой - Брук - Wild Youth - Bambie Thug - Эмми                                                                                                |

| Песни | Песни |
| --- | --- |
| \| 1960-е \| - «Walking the Streets in the Rain» - «Come Back to Stay» - «If I Could Choose» - «Chance of a Lifetime» - «The Wages of Love» \| \| 1970-е \| - «All Kinds of Everything» - «One Day Love» - «Ceol an Ghrá» - «Do I Dream» - «Cross Your Heart» - «That's What Friends Are For» - «When» - «It's Nice to Be in Love Again» - «Born to Sing» - «Happy Man» \| \| 1980-е \| - «What’s Another Year?» - «Horoscopes» - «Here Today Gone Tomorrow» - 1983 - «Terminal 3» - «Wait Until the Weekend Comes» - «You Can Count On Me» - «Hold Me Now» - «Take Him Home» - «The Real Me» \| \| 1990-е \| - «Somewhere In Europe» - «Could It Be That I’m In Love» - «Why Me?» - «In Your Eyes» - «Rock ’n’ Roll Kids» - «Dreamin'» - «The Voice» - «Mysterious Woman» - «Is Always Over Now?» - «When You Need Me» \| \| 2000-е \| - «Millennium of Love» - «Without Your Love» - 2002 - «We’ve Got the World» - «If My World Stopped Turning» - «Love?» - «Every Song Is a Cry for Love» - «They Can’t Stop The Spring» - «Irelande Douze Pointe» - «Et Cetera» \| \| 2010-е \| - «It’s For You» - «Lipstick» - «Waterline» - «Only Love Survives» - «Heartbeat» - «Playing with Numbers» - «Sunlight» - «Dying to Try» - «Together» - «22» \| \| 2020-е \| - «Story of My Life» - «Maps» - «That’s Rich» - «We Are One» - «Doomsday Blue» - «Laika Party» \| | |
| 1960-е | - «Walking the Streets in the Rain» - «Come Back to Stay» - «If I Could Choose» - «Chance of a Lifetime» - «The Wages of Love»                                                                                                |
| 1970-е | - «All Kinds of Everything» - «One Day Love» - «Ceol an Ghrá» - «Do I Dream» - «Cross Your Heart» - «That's What Friends Are For» - «When» - «It's Nice to Be in Love Again» - «Born to Sing» - «Happy Man»                   |
| 1980-е | - «What’s Another Year?» - «Horoscopes» - «Here Today Gone Tomorrow» - 1983 - «Terminal 3» - «Wait Until the Weekend Comes» - «You Can Count On Me» - «Hold Me Now» - «Take Him Home» - «The Real Me»                         |
| 1990-е | - «Somewhere In Europe» - «Could It Be That I’m In Love» - «Why Me?» - «In Your Eyes» - «Rock ’n’ Roll Kids» - «Dreamin'» - «The Voice» - «Mysterious Woman» - «Is Always Over Now?» - «When You Need Me»                     |
| 2000-е | - «Millennium of Love» - «Without Your Love» - 2002 - «We’ve Got the World» - «If My World Stopped Turning» - «Love?» - «Every Song Is a Cry for Love» - «They Can’t Stop The Spring» - «Irelande Douze Pointe» - «Et Cetera» |
| 2010-е | - «It’s For You» - «Lipstick» - «Waterline» - «Only Love Survives» - «Heartbeat» - «Playing with Numbers» - «Sunlight» - «Dying to Try» - «Together» - «22»                                                                   |
| 2020-е | - «Story of My Life» - «Maps» - «That’s Rich» - «We Are One» - «Doomsday Blue» - «Laika Party» |

| 1960-е | - «Walking the Streets in the Rain» - «Come Back to Stay» - «If I Could Choose» - «Chance of a Lifetime» - «The Wages of Love»                                                                                                |
| 1970-е | - «All Kinds of Everything» - «One Day Love» - «Ceol an Ghrá» - «Do I Dream» - «Cross Your Heart» - «That's What Friends Are For» - «When» - «It's Nice to Be in Love Again» - «Born to Sing» - «Happy Man»                   |
| 1980-е | - «What’s Another Year?» - «Horoscopes» - «Here Today Gone Tomorrow» - 1983 - «Terminal 3» - «Wait Until the Weekend Comes» - «You Can Count On Me» - «Hold Me Now» - «Take Him Home» - «The Real Me»                         |
| 1990-е | - «Somewhere In Europe» - «Could It Be That I’m In Love» - «Why Me?» - «In Your Eyes» - «Rock ’n’ Roll Kids» - «Dreamin'» - «The Voice» - «Mysterious Woman» - «Is Always Over Now?» - «When You Need Me»                     |
| 2000-е | - «Millennium of Love» - «Without Your Love» - 2002 - «We’ve Got the World» - «If My World Stopped Turning» - «Love?» - «Every Song Is a Cry for Love» - «They Can’t Stop The Spring» - «Irelande Douze Pointe» - «Et Cetera» |
| 2010-е | - «It’s For You» - «Lipstick» - «Waterline» - «Only Love Survives» - «Heartbeat» - «Playing with Numbers» - «Sunlight» - «Dying to Try» - «Together» - «22»                                                                   |
| 2020-е | - «Story of My Life» - «Maps» - «That’s Rich» - «We Are One» - «Doomsday Blue» - «Laika Party» |